# Plitidepsin
Plitidepsin, auch Dehydrodidemnin B, ist ein zyklisches Depsipeptid aus der Klasse der Didemnine.
Von Didemnin B unterscheidet es sich dadurch, dass der Lactat-Rest ersetzt wurde durch einen oxidierten Pyruvat-Rest. Der Name leitet sich von dem Manteltier Aplidium albicans ab, aus dem es erstmals isoliert wurde.
Plitidepsin interagiert mit dem Elongationsfaktor eEF1A2, der bei einigen Krebsarten überexprimiert wird. Dadurch kommt es zur Apoptose der Krebszellen. Synthetisch produziertes Plitidepsin zeigte gegenüber Krebszellen eine antiproliferative Wirkung, die in klinischen Phase-II-Studien bei Tumoren wie Lungenkrebs, Melanom und dem multiplem Myelom untersucht wurden.
In Australien wurde der Stoff 2018 unter dem Namen Aplidin zugelassen zur intravenösen Behandlung des multiplen Myeloms, wenn vorangegangene Therapien nicht angeschlagen haben. Die Europäische Arzneimittelagentur (EMA) hatte die Zulassung für diese Indikation im Dezember 2017 sowie im März 2018 nicht empfohlen, da sie ein positives Nutzen-Risiko-Verhältnis nicht gegeben sah. Im Juli 2025 zog das Pharmaunternehmen seinen Zulassungsantrag zurück, bevor die EMA eine erneute Begutachtung abgeschlossen hatte. 2004 wurde für Plitidepsin 2004 der Status als Orphan-Arzneimittel in der Behandlung des multiplen Myemloms zuerkannt, von 2003 bis 2011 hatte es diesen Status für die Behandlung der akuten lymphatischen Leukämie.
Plitidepsin zeigte in präklinischen Untersuchungen eine Wirksamkeit gegen SARS-CoV-2.

## Arzneimittel
Aplidin (AUS)